# أرت بوب
أرت بوب هو محامي وسياسي أمريكي، ولد في 5 مايو 1956 في فاييتفيل في الولايات المتحدة. نشط حزبياً في الحزب الجمهوري. وقد انتخب عضو مجلس نواب كارولينا الشمالية ‏.